# Meleh Āvāreh
Meleh Āvāreh (persiska: مله آواره) är en ort i Iran.   Den ligger i provinsen Kermanshah, i den västra delen av landet, 500 km väster om huvudstaden Teheran. Meleh Āvāreh ligger 1 584 meter över havet och antalet invånare är 119.
Terrängen runt Meleh Āvāreh är kuperad.Runt Meleh Āvāreh är det ganska tätbefolkat, med 72 invånare per kvadratkilometer. Närmaste större samhälle är Tepān, 1,5 km sydost om Meleh Āvāreh. Trakten runt Meleh Āvāreh består i huvudsak av gräsmarker.